# Полковников, Борис Анатольевич
Борис Анатольевич Полковников (род. 12 апреля 1953, Ленинград) — советский хоккеист, вратарь.
В первенстве СССР дебютировал в сезоне 1972/73, в составе ленинградского СКА, на 57-й минуте заменил Василия Добровольский, проводившего, в свою очередь, второй матч в чемпионате; пропустил одну шайбу. Затем играл за команды второй лиги «Шторм» Ленинград (1973/74) и «Апатитстрой» (Апатиты, 1974/75 — 1975/76). В сезоне 1978/79 провёл один матч в первой лиге за СК им. Урицкого Казань.